# Gianni Drago
Pour les articles homonymes, voir Drago.
Gianni Drago (né le 1er janvier 1938 à Acqui Terme, dans la province d'Alexandrie, Piémont, Italie - ) est un architecte et sculpteur italien contemporain, qui vit et travaille à Milan.

## Biographie

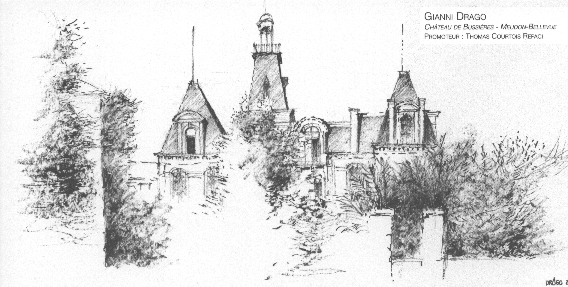
Dessin du Château de Bussière par Gianni Drago

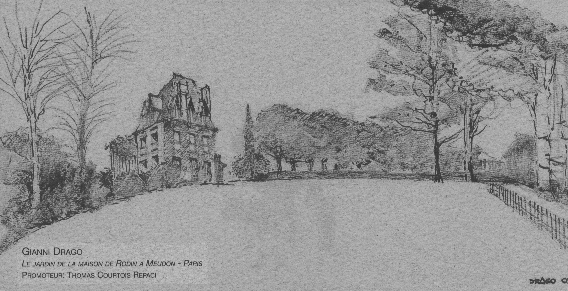
Dessin de la Maison de Rodin par Gianni Drago

Diplômé de l'École polytechnique de Milan en 1963, Gianni Drago obtient un poste d'assistant de la chaire « Éléments constructifs » de cette école pour l'année universitaire 1964-1965. Il se fait connaître en réalisant avec son associé Palombella, Milano II dans les années 1960, pour son ami Silvio Berlusconi.
Une de ses dernières réalisations fut de restaurer la partie basse du Pirelli Bulding, construit de 1956 à 1960 par Gio Ponti, assisté de Pier Luigi Nervi, près de la gare centrale de Milan.
Mais sa reconnaissance internationale est venue par la sculpture sur bois.
Après plusieurs expositions personnelles, sa ville natale d'Acqui Terme dans le Piémont, lui consacre en 2002 une rétrospective, intitulée La memoria dell'albero (La mémoire de l'arbre).
Gianni Drago, artiste souple, chercheur passionné et intelligent, utilise de préférence le bois pour réaliser son œuvre de sculpteur.
Gianni Drago a publié, en collaboration avec Thomas Courtois-Rèpaci, plusieurs cartes postales de dessins sur Meudon dont voici deux modèles (voir ci-contre).